# フリーダム (ポール・マッカートニーの曲)
フリーダム（原題：Freedom）は、2001年にポール・マッカートニーが発表した楽曲、及び同曲を収録したシングル。アルバム「ドライヴィング・レイン」からの先行シングルで、2001年9月11日のアメリカ同時多発テロ事件を受けて発表された。

## 概要
この曲はアルバム「オフ・ザ・グラウンド」セッションの頃に作曲され、その頃のタイトルは「Give me the right to freedom」であった。アルバム「オフ・ザ・グラウンド」は政治的な歌詞を持った曲が多いことで知られるが、この曲もその一環として書かれたものと思われる。

歌詞では恐怖に戦く人々を奮い立たせ、「自由になる権利をくれ」と歌う。

ギターソロはエリック・クラプトンによるものである。

## 発表と反響
テロ事件に衝撃を受けたポールは、翌月の10月に著名なミュージシャンを招集し、「Concert For New York City」と呼ばれるコンサートを行った。この曲はその時に初披露された。

アルバム「ドライヴィング・レイン」のラストトラックは元々「雨粒を洗い流して」であったが、人々の反響を受け、急遽アルバムのラストにこの曲を追加した。なお、収録されたトラックは前述のライヴの音源にオーバーダヴを行ったものである。
シングルはアメリカのチャートで97位と、何故かヒットしなかった。シングルの収益は全てアメリカ同時多発テロで犠牲になった消防士のための基金に寄付された。